# Aeroporto di Kahului
L'Aeroporto di Kahului (IATA: OGG, ICAO: PHOG, FAA LID: OGG) è un aeroporto situato nello Stato federato statunitense delle Hawaii, a circa 2 km a est della città, nella contea di Maui, nell'isola di Maui, vicino al Haleakalā. È operativo dal 1952. Molti voli per l'aeroporto hanno come origine l'aeroporto di Honolulu, infatti il corridoio aereo Honolulu-Kahului è uno dei più trafficati del Paese, con 1 632 000 passeggeri nel 2004.